# Abadía de Santa María de Benevívere

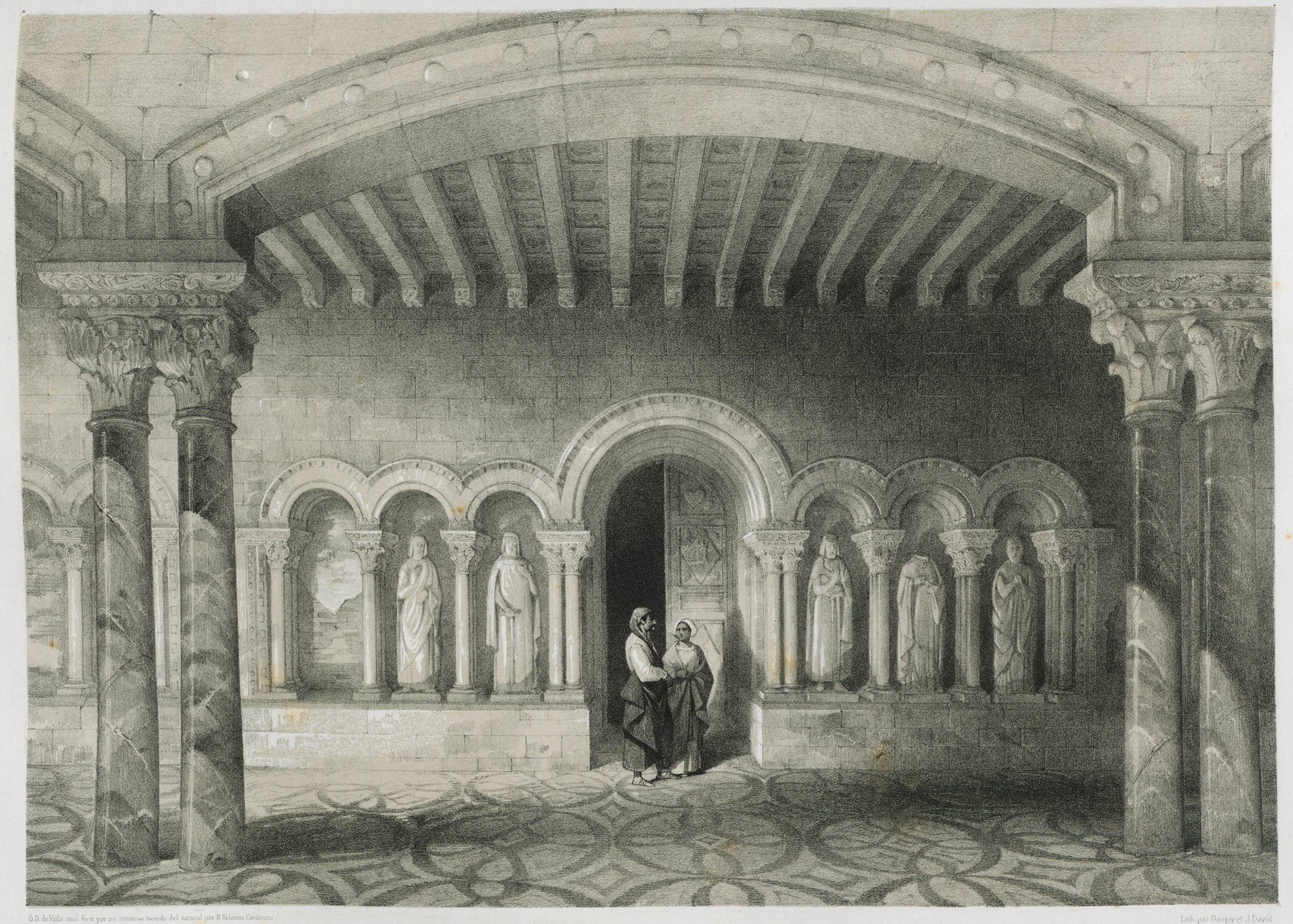
En el monasterio de Benevivere / Dans le Monastère de Bénévivere, litografía de Jean-Charles Danjoy y J. David por dibujo de Jenaro Pérez de Villaamil a partir de un apunte tomado del natural por Valentín Carderera (1841)

La Abadía de Santa María de Benevívere, a 4.8 km de Carrión de los Condes en el Camino de Santiago Francés fue un monasterio fundado en 1169 y encomendado a los Canónigos regulares de san Agustín.

## Fundación
La abadía fue fundada en 1169 por el noble Diego Martínez de Villamayor, quien en su testamento de 1176, año de su muerte, le donó otros bienes.  La construcción del cenobio aún no había concluido cuando falleció su fundador, y fue su hermano Rodrigo quien se encargó de terminarlo. Las obras continuaron hasta principios del siglo XIII.

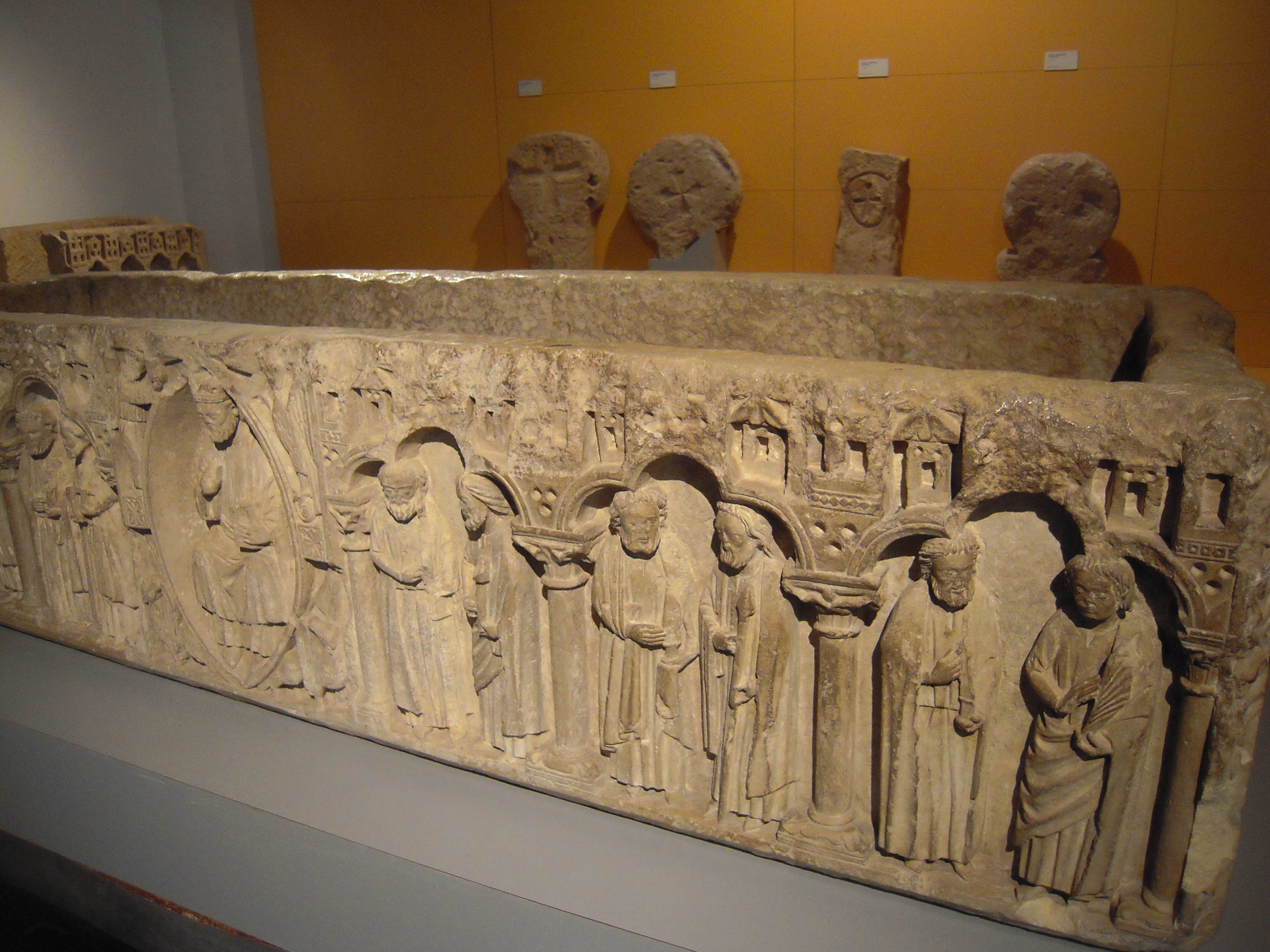
Sarcófago de estilo gótico de Santa María de Benevívere

En el siglo XII, los canónigos regulares de san Agustín fundaron la Orden de Santa María de Benevívere. Sus primeras instituciones o consuetudinario fueron aprobadas el 6 de mayo de 1179 por el papa Alejandro III, el cual también le concedió varios privilegios.  El 31 de agosto de 1183, el papa Lucio III expidió otra bula confirmando una organización similar a la de los cistercienses para la orden.
En su época de esplendor, contaba con seis prioratos, entre ellos, el de San Martín de Pereda en tierra de Riaño en León, que había sido fundado por el conde Fernando Flaínez y años después de su muerte, en 1171, donado a la abadía por un miembro de su linaje, el conde Fruela Ramírez, y por su esposa la condesa Urraca González. Recibió varias donaciones de miembros de la parentela Flaínez, así como de la condesa Estefanía Ramírez en 1175 después de enviudar de Ponce de Minerva y de otros nobles palentinos.

## Destrucción

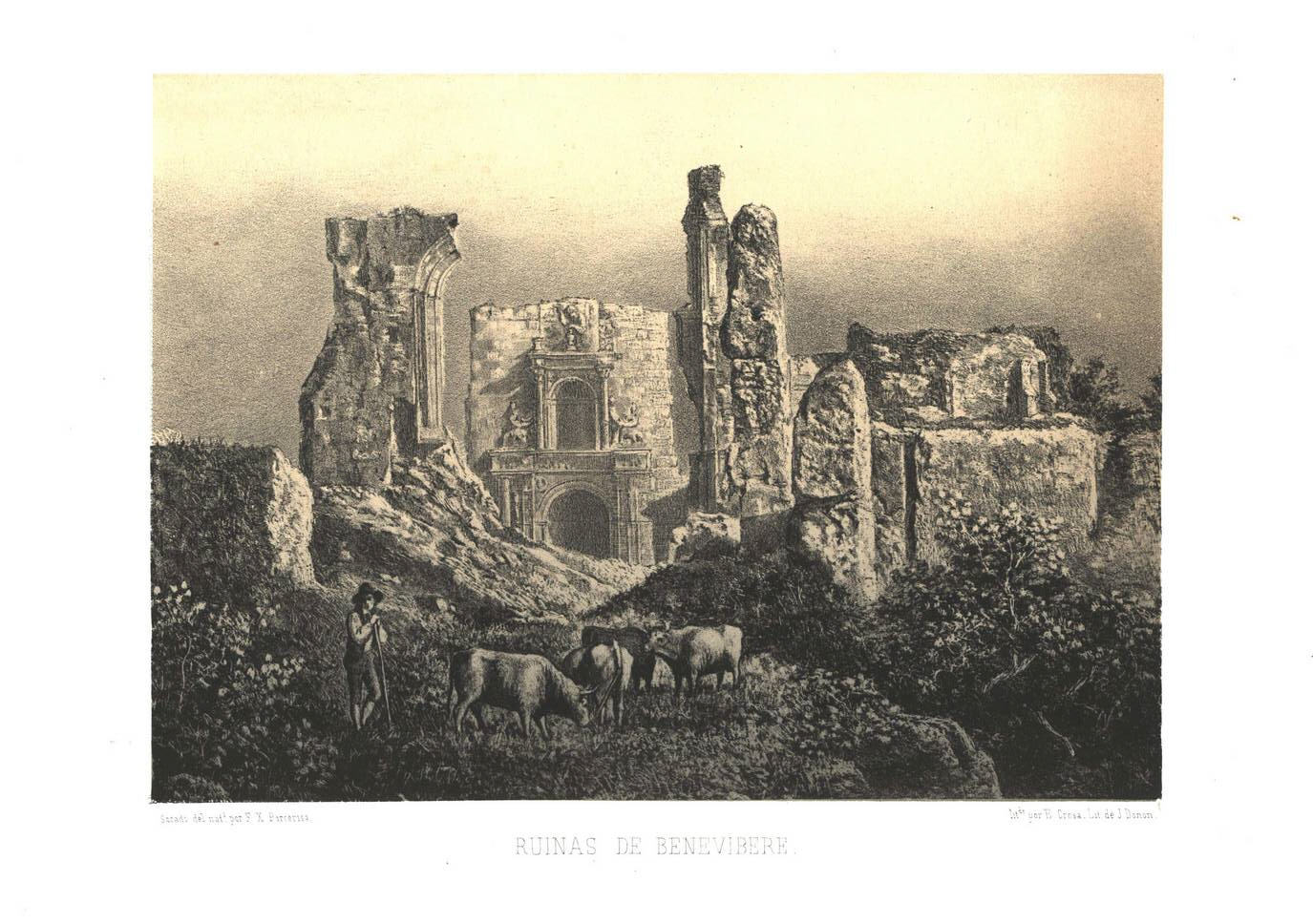
Ruinas de Benevívere en el

Con la desamortización de Mendizábal en 1835, los monjes perdieron la propiedad del monasterio. Fue casi demolido en su totalidad a pesar de los esfuerzos de Valentín Carderera y de la Comisión Central de Monumentos para salvarlo. La mayoría de la documentación del monasterio se conserva en el Archivo Histórico Nacional. Varios restos de sepulcros se encuentran en los museos arqueológicos de León y de Palencia, en este último un sarcófago obra de Roy Martínez de Bureba.